# Демокрация и напредък
Демокрация и напредък (на турски: Demokrasi ve Atılım Partisi, DEVA) е политическа партия в Турция, основана на 9 март 2020 г. Идеологически е насочена за либерален консерватизъм, либерална демокрация, социална справедливост и за връзки с Европейския съюз. Неин основател и председател е Али Бабаджан.

## История
На 9 март 2020 г. бившият турски вицепремиер и икономически министър Али Бабаджан обявява в телевизионно интервю, че новата политическа партия, която той е подготвял от известно време, ще бъде представена след два дена. Пред телевизионният канал „Фокс Турция“ той заявява, че в същия ден 90 души учредители ще внесат необходимите документи в турското вътрешно министерство. Сред основателите на партията са също бившият министър на правосъдието Садула Ергин, бившият министър на науката, индустрията и технологиите Нихат Ергюн и бившият държавен министър Селма Алие Каваф. Всички те са са били в правителството на Реджеп Таип Ердоган в продължение на много години. Учредител е и бившият кмет на Балъкесир от Партията на справедливостта и развитието – Ахмет Едип Угур.
На 26 ноември 2021 г. Метин Гюрджан, който е един от учредителите на партията, е задържан в Истанбул в рамките на разследване на Главната прокуратура в Анкара, по обвинения за политически и военен шпионаж.